# 諾穆親
諾穆親（？—1795年），纳喇氏，滿洲正蓝旗人，清朝官员，繙譯進士。

## 生平
诺岷子，官学生出身，乾隆六年繙譯舉人。授繙譯筆帖式、中書科筆帖式。乾隆十七年，繙譯進士。乾隆十八年，授戶部主事；乾隆二十年，任工部員外郎、軍機處行走、戶部額外郎中上行走。乾隆二十六年，戶部浙江司郎中。乾隆二十八年，直隸廣平府知府、同年改授直隸清河道。乾隆三十年，河南開歸陳許道。乾隆三十二年，任雲南鹽法道。乾隆三十三年，授雲南按察使。乾隆三十五年，授雲南巡撫。乾隆三十七年，任頭等侍衛、辦理領隊事務。乾隆四十二年，任軍機章京上行走。乾隆四十五年，任鑲白旗滿洲副都統、兼署兵部侍郎，同年改授右翼監督、工部右侍郎管理錢法事務。乾隆四十七年，任山東巡撫，署工部侍郎。次年，授吏部右侍郎，同年改授戶部右侍郎管理錢法事務。乾隆五十一年，改戶部左侍郎。乾隆五十六年，任理藩院左侍郎。次年，改倉場侍郎。乾隆五十八年，改吏部右侍郎、兼正紅旗滿洲副都統。乾隆五十九年，任鑲白旗滿洲副都統。次年，授刑部左侍郎、管右翼稅務、鑲藍旗蒙古都統。
女一，不入八分辅国公英盛額嫡妻。
姐妹一，告退三等侍卫宗室德成額嫡妻。